# Каприно-Бергамаско
Каприно-Бергамаско (итал. Caprino Bergamasco) — коммуна в Италии, располагается в регионе Ломбардия, подчиняется административному центру Бергамо.
Население составляет 2823 человека, плотность населения составляет 353 чел./км². Занимает площадь 8 км². Почтовый индекс — 24030. Телефонный код — 035.
Покровителем населённого пункта считается священномученик Власий Севастийский (San Biagio). Праздник ежегодно празднуется 3 февраля.